# Emigrate
Az Emigrate egy német metalegyüttes. Richard Kruspének, a Rammstein szólógitárosának mellékprojektjeként indult 2005-ben, mikor a Rammstein tagjai eldöntötték, hogy szüneteltetik egy időre a turnézást és a lemezfelvételeket.
2006. szeptember 5-én a Rammstein.de hírlevelére feliratkozottak kaptak egy ajánlást az Emigrate hírlevelére és lehetőséget kaptak, hogy letöltsék a „Wake Up” című dalt, egy előfutárát a 2007-ben megjelenő albumnak. Ezután 3 dal részlete felkerült az Emigrate weboldalára: a „My World”, a „Babe” és a „Temptation”. A rajongók a „Babe”-et szavazták meg kedvencüknek, ezért 2006. november 29-étől a hírlevélre feliratkozottak ennek a dalnak a teljes verzióját tölthették le. 2007. május 21-én teljes egészében letölthetővé vált a „My World” című dal is, ami a Resident Evil legújabb részének lesz a betétdala. Ehhez forgattak egy videóklipet is a film részleteivel. A számban Margaux Bossiuex (Dirty Mary) gitározik.

## Tagok
- Richard Z. Kruspe (Rammstein) – ének, gitár
- Olsen Involtini – gitár
- Arnaud Giroux – basszusgitár, vokál
- Henka Johansson (Clawfinger) – dobok

## Diszkográfia
- My World (kislemez, 2007. augusztus)
- Emigrate (nagylemez, 2007. augusztus)
- Silent So Long (nagylemez, 2014. november)
- A Million Degrees (nagylemez, 2018. november)
- Persistence Of Memory (nagylemez, 2021. november 12)